# Hebius sarasinorum
Hebius sarasinorum (вуж Сарасіна) — вид змій родини полозових (Colubridae). Ендемік Індонезії. Вид названий на честь швейцарських зоологів Пауля Сарасіна та Фріца Сарасіна.

## Поширення і екологія
Вужі Сарасіна є ендеміками острова Сулавесі. Вони живуть в гірських тропічних лісах, на берегах струмків, на висоті до 1800 м над рівнем моря.